# American Beauty
American Beauty è un film del 1999 diretto da Sam Mendes.
Vincitore di numerosi riconoscimenti: cinque Premi Oscar, tre Golden Globe e ben sei BAFTA nel 2000, la pellicola narra i turbamenti e le ossessioni generati da una adolescente su un impiegato di mezza età, interpretato da Kevin Spacey, specchio del padre di famiglia medio dell'America contemporanea. Il film è stato descritto dalla critica cinematografica come una satira sugli obiettivi e sul concetto stesso di bellezza del ceto medio americano; tali analisi riscontrano nel lavoro di Mendes anche un approfondito sviluppo dell'amore romantico e di quello paterno, della sessualità, della bellezza, del materialismo, della catarsi dalle proprie preoccupazioni e del riscatto personale.
Uscito nelle sale del Nord America il 15 settembre 1999, American Beauty venne positivamente accolto sia dalla critica sia dal pubblico; fu il film con le recensioni migliori di tutto il 1999 e incassò oltre 350 milioni di dollari nel mondo. Durante la notte degli Oscar del 2000, la pellicola, precedentemente candidata in otto categorie, conseguì il prestigioso riconoscimento in cinque categorie: miglior film, miglior regia (Sam Mendes), miglior attore protagonista (Kevin Spacey), migliore sceneggiatura originale (Alan Ball) e migliore fotografia (Conrad Hall).

## Trama
Lester Burnham è un uomo di 42 anni in crisi di mezza età, depresso, annoiato e arreso alla sua vita divenuta ormai grigia e monotona. Detesta il suo lavoro di scrittore per un periodico, in particolare i suoi superiori, e non sopporta più la moglie Carolyn, una nevrotica e spregiudicata quanto ambiziosa agente immobiliare, frustrata perché non riesce ad ottenere il successo che invidia nei colleghi più celebri. La loro figlia sedicenne, Jane, è un'adolescente insicura e imbarazzata dai genitori. Carolyn viene presentata nella scena d'apertura mentre coltiva in giardino i fiori che prestano il nome alla pellicola: rose rosse della varietà American Beauty.
I nuovi vicini della famiglia Burnham sono il colonnello pensionato del Corpo dei Marines Frank Fitts, molto autoritario, conformista, prepotente e omofobo, sua moglie Barbara, una donna dall'aria depressa e spenta, e il giovane figlio Ricky che, oppresso dalla ottusa rigidità del severissimo padre, si finge agli occhi di quest'ultimo un bravo studente occupato in piccoli lavoretti, quando in realtà si procura i soldi con lo spaccio di marijuana. Il ragazzo è un sensibile sognatore, ma anche uno scaltro pusher e, grazie ai lauti guadagni ricavati dalla vendita della droga, può permettersi ogni tipo di attrezzatura tecnologica all'avanguardia, come la videocamera con cui spende molto tempo e registra ciò che più lo colpisce.
Una sera i coniugi Burnham vanno ad assistere ad un'esibizione di cheerleading in cui partecipa Jane, tenutasi nell'intervallo di una partita scolastica di pallacanestro. Lungo la strada Lester fa notare alla moglie che probabilmente la figlia non desidera affatto la loro presenza allo spettacolo, ma la moglie è convinta del contrario; ne scaturisce un dialogo che, mettendo in luce come a Carolyn non interessi affatto l'attività di Jane ma solo darle l'impressione di donarle attenzioni (e in generale dare l'impressione di essere una brava madre in una famiglia da spot pubblicitario), contribuisce a smascherare la cortina di falsità e ipocrisia borghese che caratterizza il personaggio. Durante l'esibizione Lester nota una cheerleader amica della figlia, Angela Hayes, e ne rimane folgorato: questo incontro cambierà per sempre la sua vita.
Le vicende dei personaggi cominciano ad intrecciarsi. Lester incontra Ricky ad una festa del mondo del ramo immobiliare a cui la moglie lo costringe a partecipare per questione di immagine e, grazie al ragazzo, ricomincia a fumare marijuana, riprovando sensazioni giovanili. Angela, che sogna di diventare modella e sembra convinta che il suo successo in tale carriera sia imminente, è abituata a ricevere continuamente dagli uomini sguardi e apprezzamenti che nutrono il suo ego e placano le sue insicurezze, cosicché quando va a casa di Jane si diverte a provocare Lester. Questi origlia poi dietro la porta della stanza della figlia, sentendo che Angela parla proprio di lui a Jane (per nulla entusiasta del discorso), dicendole che il padre sarebbe più attraente se si allenasse con costanza. Con lo scopo di infastidire l'amica, Angela arriva a esplicitare interesse sessuale nei confronti dell'uomo. Lester, ormai invaghitosi della giovane e palesando quindi anche una dipendenza psicologica da essa, comincia allora a fare attività fisica, con l'intenzione di sedurre la cheerleader.
Tutte queste nuove sensazioni "risvegliano" l'animo del protagonista, che riscopre la propria vitalità e sete di libertà. Al lavoro reagisce alla manovra di licenziamento che si stava chiudendo cinicamente su di lui e, dopo aver minacciato di rivelare le frodi e le relazioni extraconiugali del direttore editoriale, riesce a ottenere una liquidazione pari a 60000 $, abbandonando la posizione con una divertita lettera di disprezzo.
Liberatosi del lavoro che da anni era causa di infelicità e oppressione, trova impiego presso un piccolo Fast Food e comincia a fare tutto ciò che ha sempre sognato e che possa renderlo felice e soddisfatto, come comprare una costosa automobile sportiva degli anni '70 che aveva sempre desiderato. In una scena rimasta iconica, i tre membri della famiglia si radunano a cena e Carolyn incalza nervosamente il marito affinché egli annunci alla figlia il proprio licenziamento; mentre la moglie carica ogni sua parola di astio e sarcasmo, l'uomo non si scompone troppo e racconta i fatti senza giri di parole davanti ad un'interdetta e imbarazzata Jane, mostrando il piglio deciso del nuovo Lester che sta nascendo. Carolyn invece si altera e concentra il discorso su di sé sfociando in un pietoso soliloquio; viene interrotta dal marito che, con disinvoltura, scaraventa di colpo un piatto di portata sul muro e, di fronte alle due familiari atterrite, mette in chiaro che da quel momento non avrebbe più accettato di essere inesistente ai loro occhi. Questo episodio segna il definitivo cambio di rotta di Lester nel suo rapporto con la moglie. Quest'ultima nel frattempo, sempre vittima della sua insoddisfazione perenne, intraprende una relazione amorosa con il proprio rivale in affari Buddy Kane che, nel suo arrivismo, lei considera un "modello" per il successo. La tresca risveglia l'amor proprio e la passione anche in lei. I due passano il tempo a fare sesso e a sparare con la pistola in un poligono di tiro. Un giorno, dopo aver passato la mattinata insieme, gli amanti si recano nel Fast Food dove lavora Lester, facendosi scoprire. Lester, seppur irritato, reagisce senza scomporsi, dicendo che desidera vederla felice. Ma all'ennesima, ingiustificata sfuriata di quest'ultima, le chiarisce anche che d'ora in avanti non sarà più nella posizione di dirgli cosa fare. L'episodio segna il naufragio del matrimonio del protagonista e determina la fine della storia tra Buddy e Carolyn, che si impone a fatica di sopprimere la disperazione che cova interiormente.
Nel frattempo Jane si accorge che Angela, personificazione della vanità e del narcisismo, si compiace del fatto che Lester sia attratto da lei e comincia a detestare il suo continuo pavoneggiarsi e i suoi sproloqui su tutti i ragazzi con cui dice di andare a letto. Quando poi Jane incontra Ricky e i due vicini di casa cominciano a frequentarsi, Angela la critica aspramente, definendo Ricky un pazzo per via della sua abitudine a filmare gli altri (abitudine che lo aveva portato diverse volte a registrare proprio Jane, che si era accorta della cosa manifestando dapprima rabbia e inquietudine e poi una curiosità venata di appagamento). L'amicizia tra le due ragazze si raffredda quindi sempre di più. Angela è infatti segretamente gelosa e possessiva nei confronti di Jane, sua unica amica, perché questa sta incontrando l'amore e si sta allontanando da lei, mentre lei è sempre più terrorizzata dall'idea di rimanere "una persona qualunque".
Un giorno il padre di Ricky si imbatte in un video del figlio che riprende l'allenamento fisico di Lester attraverso una finestra e, vista anche la continua frequentazione tra i due (che si incontrano solo per lo spaccio di droga), comincia a sospettare che tra loro intercorra un rapporto omosessuale. Frank, insospettito, una sera osserva di nascosto il figlio dalla finestra di camera sua, mentre il ragazzo si trova nell'abitazione di Lester. Per una serie di visuali parziali, confonde l'ennesimo spaccio di droga per un atto sessuale. Al ritorno del figlio in casa, lo aggredisce furiosamente accusandolo di essere gay e minacciando di cacciarlo di casa. Ricky allora decide di mentire e ammette falsamente la propria omosessualità allo scopo di troncare finalmente i rapporti con un padre violento e tirannico, ridimensionato alla fine della scena ad un - parole di Ricky - "patetico vecchio" in lacrime, e abbandona la casa.
Poco dopo, Jane e Angela tornano a casa Burnham, con l'intenzione di passare la notte insieme. Entrando, si imbattono in Lester che sta in cucina da solo. Lester è ormai un'altra persona e quando Angela insiste con le sue avances reagisce in modo molto sicuro, tanto che la ragazza capisce di non poter più giocare. Ne segue un litigio fra le due giovani, interrotto dall'arrivo di Ricky che convince Jane a seguirlo a New York per costruire insieme una nuova vita. Angela interviene e critica gli amanti nel tentativo di trattenere l'amica, ma Ricky la zittisce, mettendo a nudo le sue insicurezze. Intanto, sotto una pioggia battente e con le lacrime agli occhi, il colonnello Fitts si presenta di fronte al garage in cui Lester si sta allenando, apparentemente per confrontarsi con lui. Dopo un quieto scambio di battute in cui l'ex militare crolla emotivamente e si appoggia piangendo al vicino, il colonnello prova a baciare Lester manifestando così la propria omosessualità a lungo repressa; il tentativo di approccio viene tuttavia respinto educatamente da Lester.
Quest'ultimo torna in casa e si imbatte in Angela, reduce da un lungo pianto, che, dopo essersi fatta consolare, si mostra disposta a concedersi. I due si baciano ma durante i primi approcci la ragazza, sempre disinibita e provocante agli occhi dell'uomo, gli confida di essere in realtà ancora vergine. Lester allora riflette su ciò che sta facendo e frena il proprio desiderio, suscitando sconforto e smarrimento nella giovane. L'uomo la rassicura e i due cominciano a chiacchierare. Lester le chiede come sta Jane e Angela gli risponde che è felice e che crede di essersi innamorata. Lester sorride felice per la figlia, dopodiché Angela gli pone la domanda inversa, ossia come sta lui: Lester risponde che è passato del tempo da quando qualcuno gliel'ha chiesto e che ora sta "alla grande". A questo punto Angela va in bagno. Nel frattempo Ricky e Jane sono in camera, abbracciati sul letto, che pianificano il viaggio; Carolyn invece, dopo un momento di riflessione che non riesce a placare il suo turbamento, sta rincasando e sembra leggersi nelle sue intenzioni l'idea di uccidere il marito con la pistola che aveva comprato qualche giorno prima per tirare al poligono. Con l'arma nella borsa, procede lentamente, in preda all'emozione, sotto il temporale, verso la porta rossa della casa.
Lester intanto osserva commosso una foto di famiglia, mentre la sua voce fuori campo comincia a condurre il finale della pellicola; una pistola gli si avvicina alla nuca e un colpo di arma da fuoco lo uccide all'istante, proiettando sulla parete il sangue rosso che contrasta con le piastrelle bianche in un accostamento di colori simbolico che ricorre in tutto il film. Il corpo è rinvenuto dalla figlia con il fidanzato; questi osserva affascinato il volto di Lester sereno, con la stessa curiosità con cui veniva rapito da molte situazioni e immagini del mondo in cui lui vedeva una "bellezza" che i più non coglievano. A compiere l'assassinio è stato il vicino Frank Fitts, che torna a casa sporco di sangue. Rientra anche Carolyn che, vedendo il corpo del marito, corre in camera, nasconde la borsetta con la pistola e scoppia in lacrime. Il film termina con la voce fuori campo di Lester, che aveva anche aperto l'inizio del film anticipando la propria morte: il protagonista ricorda alcuni episodi significativi della sua vita e, riprendendo un discorso fatto da Ricky a Jane durante il film, conclude considerando come, malgrado la morte, «è difficile restare arrabbiati quando c'è tanta bellezza nel mondo».

## Produzione

### Sviluppo
Nel 1997 Alan Ball decise di entrare nel mondo del cinema dopo diversi anni trascorsi a scrivere sceneggiature per sitcom televisive come Grace Under Fire e Cybill. Si legò dunque alla United Talent Agency (UTA), dove il suo portavoce Andrew Cannava lo spinse a scrivere una sceneggiatura speculativa. Ball presentò a Cannava tre differenti progetti: due tradizionali commedie romantiche e American Beauty, pensato senza troppe pretese nei primi anni novanta e, a quei tempi, chiamato American Rose. Sebbene la storia e le tematiche non fossero propriamente commerciali, Cannava optò proprio per American Beauty, la cui realizzazione era fortemente sentita da Alan Ball.

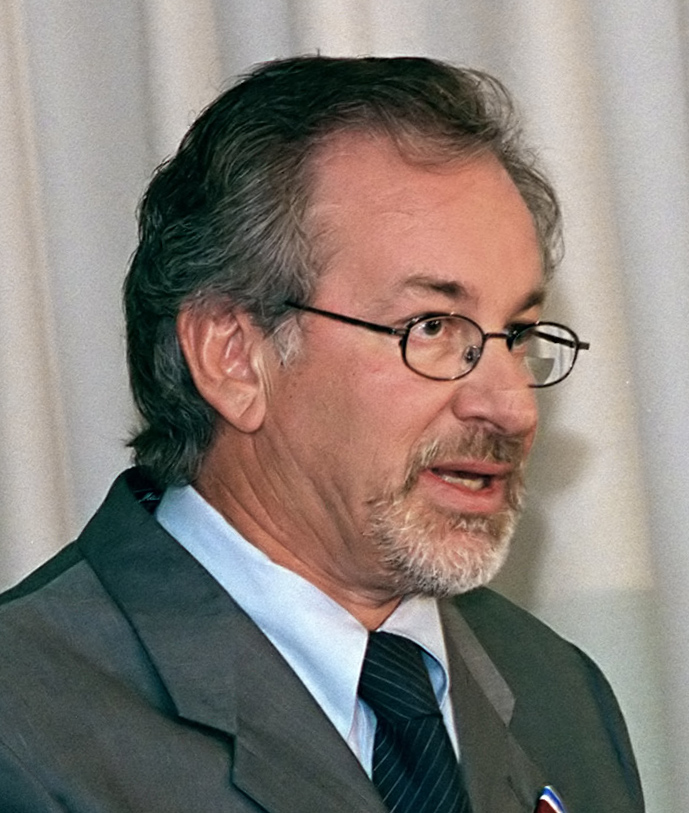
Steven Spielberg sostenne fin dall'inizio il progetto di Ball

Durante lo sviluppo della sceneggiatura, Ball creò una nuova sitcom dal titolo Oh, Grow Up e riversò tutta la frustrazione dovuta alle incessanti richieste della rete televisiva nella scrittura di American Beauty. Lo sceneggiatore non si aspettava di poter vendere il prodotto, reputandolo poco più importante di un biglietto da visita, ma la storia attirò le attenzioni di diverse personalità attive nel campo della produzione cinematografica. Cannava passò il testo ad alcuni produttori, tra cui Dan Jinks e Bruce Cohen, i quali a loro volta lo sottoposero all'attenzione della DreamWorks. Grazie all'aiuto dei dirigenti Glenn Williamson e Boob Cooper e con Steven Spielberg (conosciuto nel parcheggio della Amblin Entertainment) nelle vesti di assistente di studio, Ball venne convinto a sviluppare il suo progetto alla DreamWorks.
Nonostante in un primo tempo la casa di produzione statunitense avesse deciso di non opzionare tale sceneggiatura, nell'aprile 1998 la DreamWorks acquistò a titolo definitivo la parte per 250 000 dollari, superando le offerte di Fox Searchlight Pictures, October Films, Metro-Goldwyn-Mayer e Lakeshore Entertainment. Il budget per la lavorazione del film venne inizialmente fissato tra i 6 e gli 8 milioni di dollari, ma la produzione finale ne richiese circa 15.
I produttori della pellicola, i sopraccitati Jinks e Cohen, vollero coinvolgere Alan Ball sia nella scelta degli interpreti sia in quella del regista. I tre, per la direzione della pellicola, parlarono con circa venti soggetti interessati, molti dei quali potevano essere considerati delle vere e proprie «prime scelte» in questo ambito. Lo sceneggiatore non era orientato su nomi altisonanti, pensando che il coinvolgimento di un regista particolarmente noto avrebbe comportato un aumento del budget stabilito e innervosito oltremodo la DreamWorks. La produzione, invece, non trascurò registi come Mike Nichols e Robert Zemeckis, da lei contattati ma che comunque declinarono l'offerta.
Nello stesso anno Sam Mendes (poi regista teatrale) riportò in auge a New York il musical Cabaret insieme all'amico e regista Rob Marshall. Fu Beth Swofford della Creative Artists Agency a organizzare il primo incontro tra Mendes e gli uomini dello studio a Los Angeles per discutere circa la sua possibile direzione. Il regista entrò in contatto con il copione di American Beauty a casa di Swofford e subito capì che quello era il progetto che aspettava di realizzare dall'inizio della sua carriera; nel 1984 rimase colpito dal modo in cui il film Paris, Texas di Wim Wenders descriveva la società statunitense moderna come un paesaggio mitico, e nella sceneggiatura di Ball egli ritrovò le stesse affascinanti tematiche. Steven Spielberg elogiò Mendes per il lavoro svolto a teatro con Oliver! e Cabaret, incoraggiandolo ad assumere la regia del nuovo film della DreamWorks.
L'ultimo passo era trovare l'accordo con i dirigenti della casa di produzione, poiché Jinks e Cohen avevano già appoggiato la candidatura di Mendes; Ball, allo stesso modo, era rimasto impressionato dall'«acuto senso visivo» del regista teatrale messo in mostra in occasione del musical Cabaret, ed era convinto che le sue scelte non sarebbero state banali. Diceva che a Mendes piaceva guardare sotto la superficie della storia, talento questo che secondo lui si confaceva alla perfezione con le esigenze richieste da American Beauty; altro fattore determinante fu il suo curriculum vitae, in cui figuravano diverse partecipazioni da drammaturgo nelle produzioni teatrali. Mendes incontrò prima Chris Cooper, Walter Parkes e Laurie MacDonald, poi Cooper da solo e infine entrò in studio.
La somma pattuita per il contratto con il regista fu di 150 000 dollari, cifra minima consentita dalle leggi della Directors Guild of America, ma successivamente Mendes affermò che tra imposte e commissioni del suo agente ne guadagnò appena 38 000. Nel giugno 1998 la DreamWorks confermò di averlo assunto alla direzione del film. Il regista visionò alcune pellicole per migliorare la sua abilità nel «suscitare un accresciuto senso dello stile»: Re per una notte, All That Jazz - Lo spettacolo continua e Rosemary's Baby - Nastro rosso a New York.
Steven Spielberg, presente un paio di volte sul set, suggerì a Mendes di non scoraggiarsi per i costi se avesse avuto una «grande idea» verso la fine di una lunga giornata di lavoro. Inserimenti arbitrari che lo stesso direttore della pellicola dichiarò di non aver omesso: «Accadde tre o quattro volte, e le aggiunsi tutte [le sue trovate]». Nonostante il sostegno di Spielberg e sebbene lo studio non interferisse in maniera determinante per quanto concerne i contenuti, Mendes e la DreamWorks dibatterono diffusamente sul programma e sulle spese.

### Sceneggiatura
(Alan Ball nel 2000, parlando della sceneggiatura del film)
Ball nella stesura della sceneggiatura venne in parte influenzato da due episodi verificatisi nei primi anni novanta. Intorno al 1991/1992 vide un sacchetto di plastica trasportato dal vento fuori dal World Trade Center e in lui ciò provoco un'«inattesa risposta emozionale», tanto da osservarlo per circa dieci minuti. Nel film, sarà il personaggio di Ricky a rievocare questo episodio, mostrando a Jane un video da lui registrato in cui si vede proprio un sacchetto di plastica bianco che volteggia sulle foglie cadute davanti ad un muro di mattoni rosso, mentre Ricky fuori campo spiega a Jane un suo pensiero sulla "bellezza" in un discorso che lo vede quasi commuoversi e rendersi vulnerabile alla ragazza: in questo punto della trama i due si avvicinano sentimentalmente. Nel 1992, invece, lo sceneggiatore si interessò al caso mediatico sollevato da Amy Fisher e notò come un fumetto riguardante tale scandalo fosse divenuto in breve tempo assai commerciale.

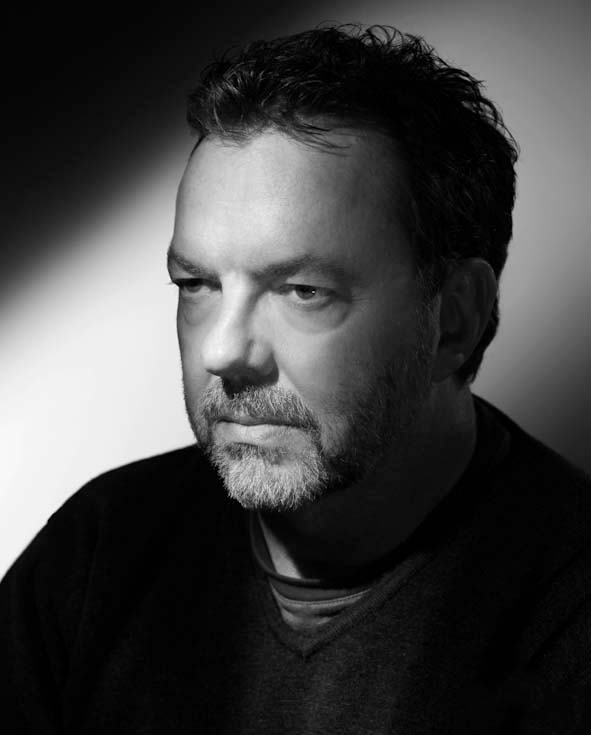
Alan Ball, sceneggiatore di American Beauty

Disse che «sentiva sotto questo fatto una nuova storia, che era più affascinante e più tragica» rispetto alla notizia giunta al pubblico, tentando per questa ragione di ricavarne un dramma. Scritte le prime 40 pagine, Ball si rese conto che l'idea sarebbe stata maggiormente adatta per un film e, dunque, si fermò. I temi visivi presenti non erano infatti adatti alla rappresentazione sul palcoscenico, così come la storia «intensamente personale» di ogni personaggio. In questa prima versione comparivano già tutti i personaggi, sebbene Carolyn ricoprisse un ruolo minore; la coppia omosessuale, i due Jim, invece, avevano più spazio nella narrazione.
Le vicende di Lester si ispirarono direttamente ad aspetti della vita di Ball, il quale similmente al protagonista del film, superata la soglia dei 30 anni, si trovò a dover mettere da parte le proprie passioni e ad accettare lavori non sempre appaganti. Il colonnello Frank Fitts nacque dai ricordi di infanzia di Ball, che sospettava che il padre fosse omosessuale; allo stesso modo il personaggio portato in scena era secondo lui un uomo che «ha rinunciato alla possibilità di essere se stesso». Il frequente alternarsi tra la commedia e il dramma non fu qualcosa di intenzionale, bensì derivava inconsciamente dal punto di vista sulla vita dell'autore. Egli disse che tale accostamento favorì un contrasto più netto, che dava a ogni particolare caratteristica un impatto maggiore.
Nel testo inviato ai potenziali attori e registi Lester e Angela avevano un rapporto sessuale, ma al momento delle riprese Ball dovette completamente rivedere la scena. Lo scrittore si era precedentemente mostrato assai restio a modificarla, ritenendo tale cambiamento qualcosa di troppo puritano. Fu l'allora presidente della DreamWorks Walter Parkes a convincere Ball, ricordandogli come anche nella mitologia greca l'eroe «viveva un momento di epifania prima che si verificasse la tragedia». Jinks e Cohen chiesero a Ball di non stravolgere niente nel copione, dacché sarebbe stato inopportuno farlo prima ancora di aver assunto il regista. Le prime bozze prevedevano un flashback riguardante i trascorsi tra i Marines di Frank Fitts, una sequenza che avrebbe chiarito inequivocabilmente il suo orientamento omosessuale. Il colonnello, dopo la morte in battaglia del soldato di cui si era innamorato, avrebbe interpretato la disgrazia come punizione per le sue preferenze sessuali; tale scena, tuttavia, non si sarebbe adattata alla narrazione (sarebbe stata l'unica prolessi riguardante un personaggio) e inoltre avrebbe privato il film di un fattore sorpresa interessante. Nella stesura finale tutto ciò rimase solo sottinteso.
Ball venne coinvolto completamente nella produzione della pellicola nonostante si fosse precedentemente accordato per collaborare a uno show televisivo. Liberatosi per un anno da tale impegno a seguito di un colloquio con i registi della trasmissione, egli poté presenziare alle riprese per riadattare il copione e aiutare gli interpreti nella comprensione dello stesso. Le scene finali originarie, nelle quali Ricky e Jane, sotto l'accusa del colonnello Fitts, erano ricercati per l'assassinio di Lester, vennero tagliate solo in post produzione. Ball definì queste sequenze inutili, oltreché frutto di «rabbia e cinismo» provati al momento della scrittura. Lo sceneggiatore e il regista corressero lo script due volte prima di inviarlo agli attori, e altre due prima della rilettura conclusiva.
Un altro passo presente nella sceneggiatura iniziale fu quello che vedeva Ricky e Jane discutere sulla bellezza e sulla morte nell'automobile di Angela; in un primo momento si era pensato a una «grande scena ambientata in una superstrada» in cui tre testimoni di un incidente stradale conversavano sugli stessi temi avendo visto a terra un corpo senza vita. Il cambio in questione fu una decisione pratica, in quanto la produzione era in ritardo coi tempi (solo mezza giornata era disponibile per girare ciò, non due giorni) e aveva bisogno di ridurre i costi. Ball acconsentì, a patto che la scena mantenesse i pensieri di Ricky quando parla a Jane di una donna senza tetto che aveva incontrato: «Quando vedi qualcosa del genere è come se Dio ti stesse osservando, solo per un secondo. E se stai attento puoi guardare indietro», avrebbe affermato Ricky.
«E che cosa vedi?» avrebbe domandato Jane; «La bellezza», risposta del ragazzo. Lo sceneggiatore divenne furioso quando seppe che l'intenzione era quella di omettere questa parte. Per lui era «una delle scene più importanti della pellicola», il cuore e l'anima di essa. Per rimpiazzare invece la sequenza della superstrada, venne pensato un punto di svolta, l'episodio in cui Jane sceglie di tornare a casa da scuola con Ricky e non con Angela. Alla fine delle riprese la sceneggiatura era passata attraverso dieci differenti bozze.

### Casting
Mentre Mendes aveva in mente dall'inizio di dare le parti dei protagonisti a Kevin Spacey e Annette Bening, i dirigenti della DreamWorks erano poco entusiasti di tali scelte. Lo studio suggeriva diverse alternative, tra le quali Bruce Willis, Kevin Costner o John Travolta per il ruolo di Lester, Helen Hunt o Holly Hunter per interpretare Carolyn. Il regista non voleva un grande nome che «avrebbe fatto aumentare il peso della pellicola»; Spacey era la scelta giusta per quanto dimostrato in Americani, I soliti sospetti e Seven. L'attore, sorpreso, dichiarò: «Generalmente interpreto personaggi molto furbi, manipolativi e intelligenti. Di solito io mi muovo nell'oscurità, in una sorta di acque pericolose. Qui invece si tratta di un uomo che vive un passo alla volta, agendo d'istinto. È questa in realtà una parte molto più vicina a me, per il mio modo di essere, rispetto alle altre». Mendes, pur senza il consenso dello studio, offrì il ruolo di Carolyn alla Bening che, comunque, insieme a Spacey, entrò in trattativa con la DreamWorks a partire dal settembre 1998.

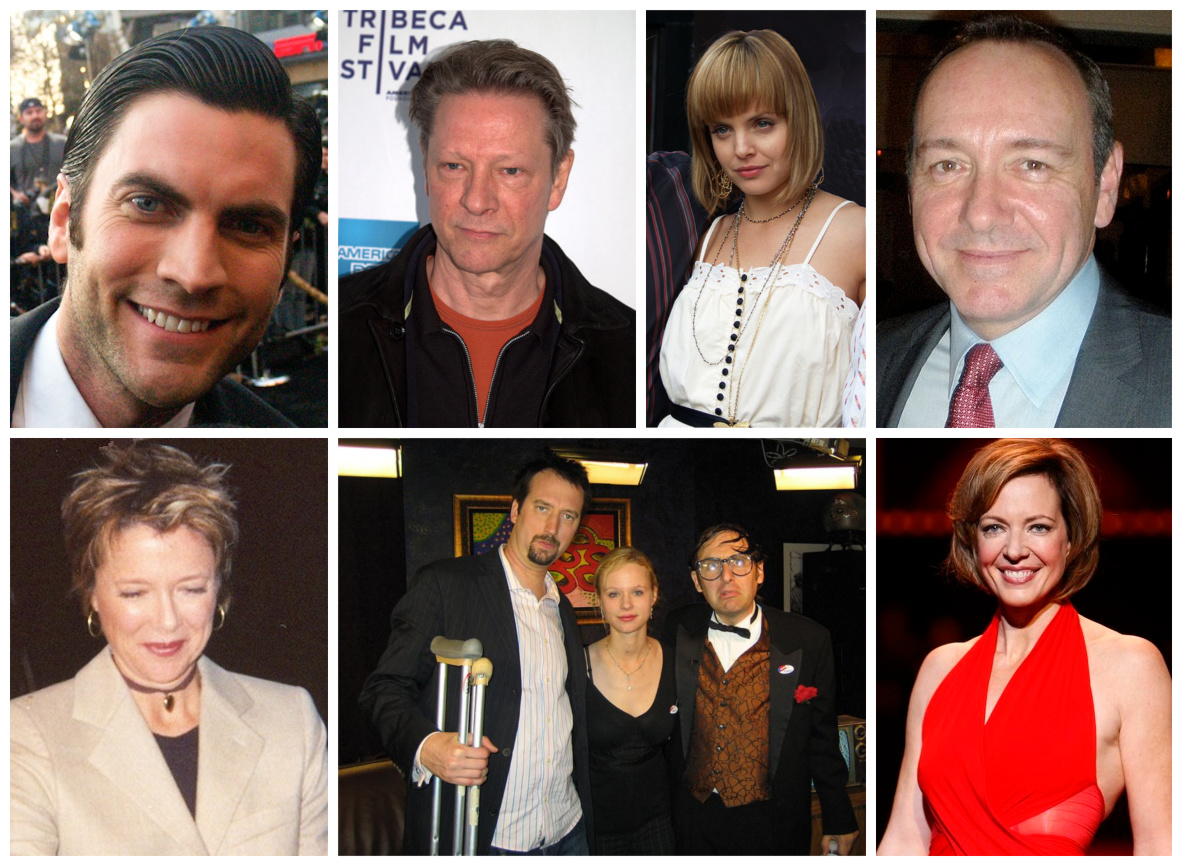
Gli attori principali del film: in alto, da sinistra a destra, Wes Bentley, Chris Cooper, Mena Suvari, Kevin Spacey. In basso, da sinistra a destra, Annette Bening, Thora Birch, Allison Janney

L'attore protagonista si ispirò nel suo portamento alle movenze «grossolane e goffe» (lett. schlubby) di Walter Matthau. Nel film il fisico di Lester passa da flaccido a tonico, come risultato di un duro allenamento di Spacey proprio durante le riprese; ma a causa delle riprese, non avvenute in ordine cronologico, egli dovette spesso modificare la propria postura per rendere visibile o meno il cambiamento. Prima di girare, Mendes e Spacey analizzarono la performance di Jack Lemmon ne L'appartamento (1960), giacché il regista voleva che il suo interprete di punta emulasse «il modo in cui [Lemmon] si muoveva, il modo in cui osservava, il modo in cui stava in ufficio e il modo in cui si comportava da uomo comune pur essendo già un uomo speciale». Mendes volle rappresentare attraverso l'espediente narrativo del doppio monologo iniziale e finale la solitudine del protagonista e del film stesso.
Annette Bening per entrare totalmente nel personaggio e per arricchire il suo repertorio ha ricordato delle donne conosciute in gioventù: «Sono stata abituata a fare la babysitter costantemente. Vai in chiesa e osservi come le persone si presentano all'esterno, poi quando ti trovi nella loro casa guardi il loro comportamento e noti le differenze». Il parrucchiere collaborò con l'attrice per creare su di lei un'acconciatura "presidenziale", mentre Mendes e lo scenografo consultarono cataloghi di vendite per corrispondenza per meglio stabilire l'ambiente di Carolyn come «immacolata villa suburbana». Un aiuto ulteriore per l'interpretazione della Bening fu la musica, secondo il regista esattamente quella che a Carolyn sarebbe piaciuta; in particolare, assecondò l'attrice nella scelta della canzone Don't Rain on My Parade (versione di Bobby Darin), cantata da Carolyn nella scena in auto.
Sam Mendes sostenne l'improvvisazione da parte suoi attori. Ne è un esempio la scena della masturbazione di Lester nel letto accanto alla moglie, in cui il regista stimolò l'inventiva di Kevin Spacey nell'uso di eufemismi durante la discussione. «Ho voluto ciò non solo perché era divertente, ma anche perché non volevo che sembrasse tutto già preparato. L'intenzione era quella di dare l'impressione che tali parole uscissero dalla sua bocca di getto, senza pensarci su. [Spacey] è così controllato, io invece volevo che lui "sfondasse" (lett. break through)». L'interprete principale si impegnò, sino a tirar fuori 35 espressioni particolari, ma la Bening non riuscì a mantenere una faccia seria durante la recitazione, e la scena dovette essere girata una decina di volte.
Per quanto concerne i personaggi di Jane, Ricky e Angela, la produzione diede carta bianca a Mendes. Dal novembre 1998 le parti furono assegnate rispettivamente a Thora Birch (nonostante all'epoca fosse ancora minorenne e la parte prevedesse una scena di nudo), Wes Bentley, che batté la concorrenza di quotati attori sotto i 25 anni di età, e Mena Suvari. A Bentley, la cui esperienza venne successivamente raccontata nel 2009 dal documentario My Big Break, venne fornita da Mendes una videocamera per allenarsi a filmare ciò che Ricky avrebbe voluto.
Peter Gallagher (Buddy Kane) e Allison Janney (Barbara Fitts) entrarono nel cast dopo l'inizio delle riprese avvenuto nel dicembre 1998. L'attrice visionò un libro di dipinti di Edvard Munch; Mendes le disse: «Il tuo personaggio è lì da qualche parte». Il regista tagliò gran parte dei dialoghi di Barbara, incluse le conversazioni con il marito, poiché reputava che quanto ci fosse da dire sulla coppia – la loro umanità e vulnerabilità – fosse già ben espresso attraverso i loro condivisi momenti di silenzio. Chris Cooper è il colonnello Fitts, Scott Bakula è Jim Olmeyer e Sam Robards è Jim Berkley. I due Jim ritraevano per Mendes la classica felice e noiosa coppia da film. L'ispirazione giunse a Ball dopo aver visto una «blanda, seccante, coppia eterosessuale», i cui abiti erano stati minuziosamente abbinati: «Non vedo l'ora che una coppia gay si mostri tanto noiosa».
Mendes conosceva una coppia omosessuale con lo stesso nome di battesimo, ed è da ciò che deriva la particolarità che i due personaggi hanno in comune. Il regista volle fortemente due settimane di prove per l'intero cast, sebbene ogni sessione non fosse tanto regolare quanto quelle a cui era abituato in teatro; in questa circostanza, talvolta, gli attori potevano essere assenti. Non mancarono diverse improvvisazioni e proposte degli interpreti, inserite nel copione in un secondo tempo. Spacey e la Bening lavorarono molto anche sull'aspetto romantico dell'amore perduto tra Lester e Carolyn, come si evince dalla scena in cui il marito seduce la moglie dopo una discussione polemica sull'acquisto della nuova automobile sportiva.

### Riprese
Le operazioni di ripresa principali durarono all'incirca 50 giorni, dal 14 dicembre 1998 al febbraio 1999. Il film venne girato a Burbank (California) nel backlot di proprietà della Warner Bros., ad Hancock Park e a Brentwood (Los Angeles), mentre le riprese aeree iniziali e conclusive vennero effettuate a Sacramento. Come ambientazione per le scene a scuola venne scelta la South High Scool, a Torrance, i cui studenti, peraltro, recitarono da comparse nel pubblico durante la partita di pallacanestro.
La scenografa Naomi Shohan paragonò la zona della casa dei Burnham a una città dell'Illinois, Evanston, precisando: «Non sto parlando del posto, ma dell'archetipo. Il contesto si poteva trovare più o meno ovunque negli Stati Uniti – dei sobborghi ambiziosi», ma l'obiettivo era quello di creare un ambiente che rappresentasse al meglio i personaggi del film, archetipi essi stessi.
«Sono tutti molto forzati, e le loro vite costruite», aggiunse la Shohan. I Burnham sono stati pensati come opposto dei Fitts, laddove i primi posseggono ideali puri ma al tempo stesso sgraziati e carenti in materia di «equilibrio interiore», con Carolyn che fa di tutto pur di dare l'impressione della «perfetta famiglia americana»; la casa dei secondi, contrariamente, è raffigurata in una «esagerata oscurità e simmetria».
Per il collocamento delle ville dei Burnham e dei Fitts, la produzione scelse due proprietà adiacenti nel backlot della Warner denominato Blondie Street. Gli operatori ricostruirono ambedue le case e crearono all'interno di esse stanze fittizie, che stabilirono a loro volta le linee del campo visivo tra le finestre delle camere da letto di Jane e Ricky, e tra quest'ultima e il garage di Lester.

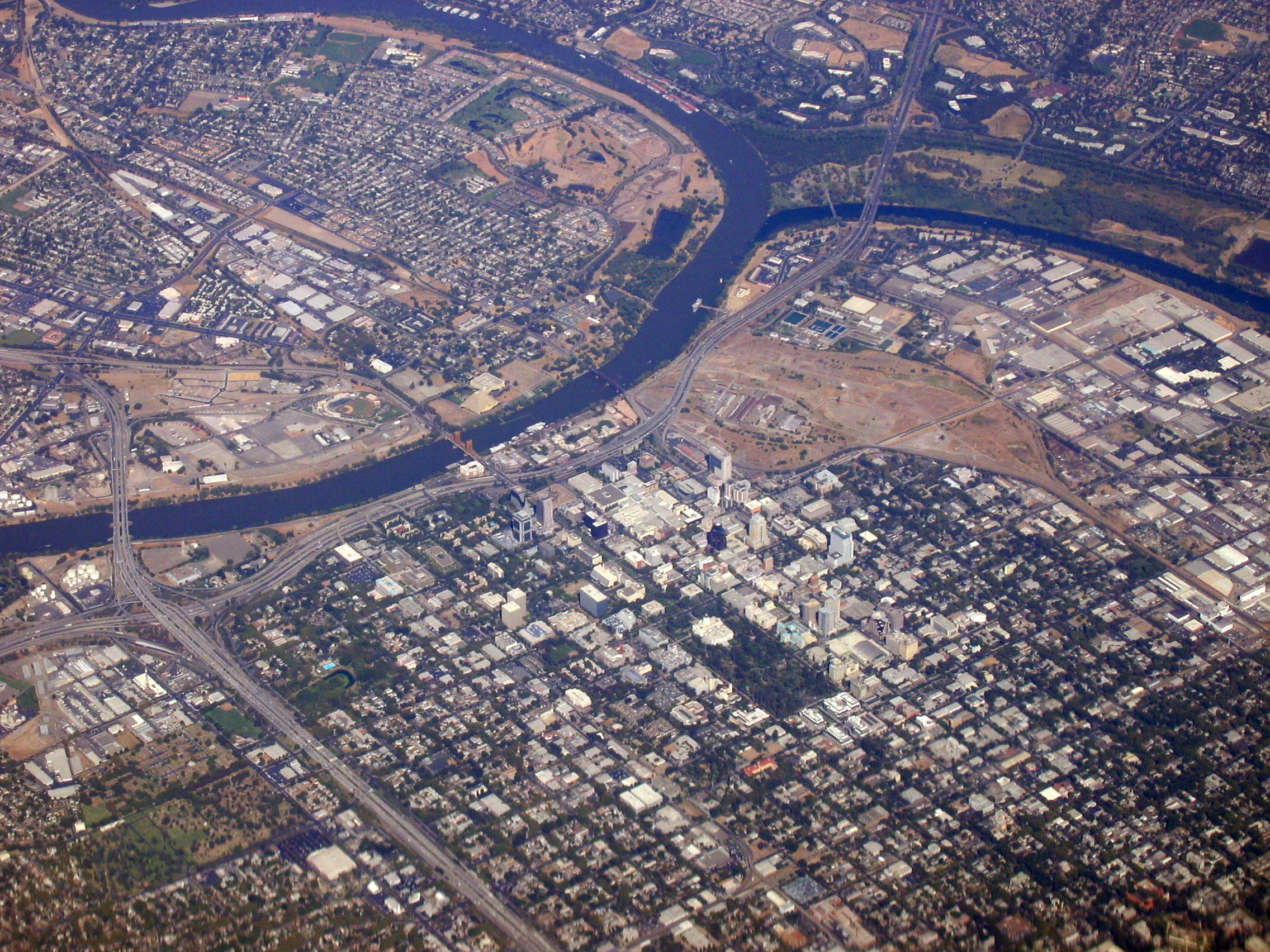
Vista di Sacramento, città in cui vennero riprese le panoramiche iniziali e finali

Particolare attenzione richiese il posizionamento degli infissi nel garage dei Burnham, giacché bisognava rendere credibile la scena in cui il colonnello Fitts, guardando dalla finestra della camera da letto del figlio, intende erroneamente che Lester stia pagando Ricky per ottenere una fellatio. Gli interni della casa dei Burnham vennero filmati in un'abitazione a Los Angeles, vicino all'Interstate 405 e al Sunset Boulevard, mentre per quelli della villa dei Fitts si optò per una casa nel quartiere di Hancock Park. La stanza di Ricky fu progettata in modo tale da far trasparire al pubblico la sua personalità «monacale», ma al tempo stesso il suo lato voyeuristico attraverso le attrezzature ad alta tecnologia. È in questo senso che la produzione limitò in tale circostanza l'uso del rosso, in quanto si trattava di un segno di riconoscimento importante per altre situazioni. Nella casa dei Burnham prevale un blu "tranquillo", dai Fitts, invece, si mantiene una «depressa tavolozza militare».
Lo stile visivo dominante di Sam Mendes venne elaborato e messo in scena, con un design minimalista che fornì una «scarsa, quasi surreale sensazione – un luminoso, frizzante, spigoloso quadro alla maniera di René Magritte in un sobborgo americano»; il regista chiese ai costumisti di scaricare tale "cornice". Per questo motivo rese la sequenza in cui Lester sogna Angela «maggiormente fluida e graziosa», riducendo al minimo l'impiego di telecamere a mano che non avrebbero manifestato la tensione percepibile con inquadrature stabili. Ciò si nota, ad esempio, nel momento in cui il regista ci mostra la prima cena dei Burnham con un'inquadratura che lentamente si fa sempre più stretta e mantenendo sempre la distanza necessaria tra i personaggi, una peculiarità, quest'ultima, caratteristica per chi, come lui, ha lavorato in teatro. Mendes volle mantenere vivo il pathos, chiudendo la scena solo quando Jane avrebbe lasciato la tavola.
Per la sequenza in cui Frank Fitts pesta il figlio fu adoperata una camera a mano, in quanto, su indicazione del regista, essa avrebbe dotato il filmato di un'«energia cinetica, distante dall'equilibrio». Il medesimo tipo di macchina girò gli estratti dei video di Ricky, per i quali Mendes ottenne una qualità visiva caratteristica. In particolare, il video del sacchetto di plastica richiese l'uso di macchine del vento; tale scena fu girata in quattro riprese, delle quali due, della seconda unità, non soddisfecero appieno il regista, che dovette quindi prendere in mano la camera e girare da sé. Nel suo primo tentativo di miglioramento sentiva che mancava grazia, ma nell'ultimo scelse come sfondo un muro di mattoni e aggiunse delle foglie per terra. A questo punto Mendes constatò come l'ambiente circostante avesse dato uno spessore alle linee del sacchetto di plastica.
Il regista evitò i primi piani, che reputò tecnica ampiamente abusata, e, come consigliò Steven Spielberg, immaginò uno spettatore nell'estremità inferiore del monitor della macchina da presa, per tenere a mente che le riprese sarebbero state destinate ad uno schermo da 40 piedi (10 metri). Mendes era talmente insoddisfatto dopo i primi tre giorni di lavoro che si procurò dalla DreamWorks un permesso per girare nuovamente: «Iniziai con una scena sbagliata, effettivamente, una scena comica, e anche gli attori recitarono in maniera troppo appariscente. Fu mal girata, colpa mia, mal composta, colpa mia, i costumi erano pessimi, colpa mia; eppure tutti stavano facendo ciò che chiedevo. Fu tutta colpa mia».
Consapevole di essere praticamente un novizio nel mondo del cinema, Mendes si avvalse della presenza di Conrad L. Hall: «Presto presi una decisione molto consapevole. Se non capivo tecnicamente qualcosa, per dire, chiedevo a lui ulteriori spiegazioni in merito, senza alcun imbarazzo». Per alcuni effetti i tecnici si servirono della computer-generated imagery, come nel caso della "cascata" di petali di rosa su Mena Suvari, creata per la maggior parte in fase di post produzione. Nella stessa sequenza, tuttavia, furono usati anche petali reali, sostenuti da fili rimossi digitalmente in postproduzione. Sempre grazie alla tecnologia venne aggiunto nella panoramica dall'alto il vapore, che dietro alla vasca di Angela era stato prodotto realmente.

### Fotografia
Conrad Hall non era la prima scelta per quanto concerne il ruolo di direttore della fotografia; Mendes lo riteneva «troppo vecchio e con troppa esperienza» per accettare il lavoro, oltre a essere stato informato che lavorare assieme a lui sarebbe stato molto difficile. Il regista provò a contattare Frederick Elmes, il quale tuttavia declinò l'offerta per via della sceneggiatura. In tale circostanza, Tom Cruise, presente sul set di The Blue Room, film diretto da Mendes e che vedeva protagonista l'allora moglie di Cruise, Nicole Kidman, suggerì a Mendes di ricorrere a Hall, conosciuto nelle vesti di produttore esecutivo ai tempi di Without Limits. Alla pre-produzione Conrad Hall collaborò per un mese, in cui elaborò dalla lettura del testo una possibile illuminazione da dare al film, affinata passo dopo passo prima dell'incontro con il regista. Il direttore della fotografia si preoccupò in primo luogo dei personaggi, che secondo lui il pubblico non avrebbe gradito. Durante le prove del cast, egli provò a identificarsi con gli attori, al fine di ricavare nuove idee per l'approccio alle immagini e alla grafica.
Hall era intenzionato a lavorare su una linea pacifica che evocasse il classicismo, per fare da contraltare ai turbolenti eventi della storia e permettere al pubblico di comprenderli al meglio. Mendes e Hall avrebbero dovuto discutere sull'atmosfera da costruire nelle scene, ma infine fu permesso al direttore della fotografia di illuminare il set nella maniera che reputava necessaria. Nella maggior parte dei casi veniva data l'illuminazione al soggetto «introducendo» i bianchi e i neri, prima di aggiungere una luce di riempimento che si riflettesse su particolari pannelli scanalati o su carta bianca posizionata sul soffitto. Tale procedimento fornì a Hall un più ampio controllo sulle ombre, con luci di riempimento non invadenti e zone oscure immuni da fuoriuscite.
American Beauty venne girato con un aspect ratio di 2,35:1 in formato Super 35, grazie a una Kodak Vision 500T 5279 da 35 millimetri.
Il Super 35 fu una scelta dettata soprattutto dalla possibilità di avere un campo più vasto, capace di evidenziare anche gli angoli della vasca piena di rose nella ripresa dall'alto, a creare una sorta di cornice attorno ad Angela. Venne mantenuto per tutta la durata del film il medesimo rapporto focale (T1.9). Dando la sua preferenza a inquadrature larghe, Hall optò per attrezzature ad alta velocità, per permettere dei più delicati effetti di illuminazione. Oltre alla Kodak Vision 500T 5274 e alla EXR 5248, utilizzate per gli effetti della luce del giorno, si servì anche di camere Panavision Platinum, dotate di obiettivo a lunghezza focale fissa e zoom. Hall incontrò difficoltà con l'apparecchiatura Kodak, che forniva secondo lui un troppo accentuato contrasto, e chiese alla multinazionale un lotto di camere tipo 5279 con un 5% di contrasto in meno. Il direttore della fotografia usò un filtro Tiffen Black ProMist da 1/8 di pollici in quasi ogni sequenza, una scelta che, a posteriori, probabilmente non avrebbe fatto; i vari passaggi ottici da operare di volta in volta richiesero infatti di ingrandire il Super 35 per l'edizione anamorfica da destinare al pubblico, portando la qualità video a un sottile degrado. La diffusione attraverso tale filtro non fu perciò necessaria.
Hall, la prima volta che vide il film in sala, sostenne che l'immagine era leggermente confusa e che se non avesse usato il Tiffen Black ProMist si sarebbe ottenuto un risultato più vicino ai progetti originari. Hall fu molto influente nella scelta di inserire la pioggia in tutta la sequenza finale. Durante l'incontro e poi il bacio tra Lester e Angela creò l'effetto della precipitazione, visibile attraverso la finestra che dà sul giardino. Per accentuare tale suggestione mise del materiale specifico sui vetri affinché le gocce d'acqua scorressero più lentamente, e illuminò la coppia dall'esterno con una luce quasi non realistica per una situazione notturna, ma comunque funzionale al contrasto. Quando i due si spostarono sul divano, egli cercò di far persistere l'idea della pioggia nell'inquadratura, proiettando l'immagine di essa sul soffitto al di sopra di Lester grazie all'illuminazione dalla finestra. In altre circostanze ancora si aiutò con dispositivi appositi per la riproduzione del suono del temporale.

### Montaggio
Christopher Greenbury, montatore di American Beauty assieme a Tariq Anwar, dovette abbandonare il lavoro durante la post produzione a causa di un conflitto di programmazione con Io, me & Irene. La pellicola, quindi, fu montata in parte da Mendes stesso con l'aiuto di un operatore del montaggio in circa dieci giorni. Con questa fase il regista realizzò la profonda differenza che intercorreva tra il prodotto finale e l'idea iniziale; egli pensava ad un film «più stravagante, poliedrico», rispetto a quanto ottenuto. D'altro canto, venne trascinato dall'emozione e dall'oscurità, iniziando in questo senso ad introdurre i motivi musicali e ad operare una cernita delle riprese. Dalla sua versione originale Mendes tagliò press'a poco 30 minuti, in cui rientrava una scena di apertura con Lester che in un sogno immaginava di volare sopra la città.
Dopo aver trascorso due giorni a filmare Spacey su uno sfondo blu, Mendes si rese conto che la sequenza sarebbe stata troppo bizzarra, «come in un film dei fratelli Coen», e quindi inadatta per le situazioni che stava cercando di allestire. Nel montaggio finale la scena iniziale venne ricavata dal passaggio, a circa metà del film, in cui Jane e Ricky ventilano la possibilità di assassinare Lester; una scena, questa, che avrebbe chiarito la futura innocenza dei due giovani, sia per l'impostazione, sia, soprattutto, per il tono con cui Jane compie la richiesta. Tuttavia l'estratto, collocato all'inizio del film, fu utilizzato da Mendes per creare una certa ambiguità sul comportamento di Ricky, grazie anche all'aiuto delle musiche.
La vista aerea successiva del quartiere era stata pensata originariamente per situare la scena dell'irreale volo di Lester. Furono proprio i primi dieci minuti di film ad impegnare maggiormente il regista per il montaggio. Tra le varie versioni della scena d'apertura ne venne scartata nelle ultime settimane una sin troppo "esplicita" per Mendes, in cui i due ragazzi sarebbero stati dichiarati colpevoli dal punto di vista giuridico dell'omicidio di Lester; troppo fascino misterioso avrebbe perso il film, e troppo distante dal tema dominante della redenzione sarebbe stato un inserimento simile.
Secondo Sam Mendes, il processo avrebbe trasformato la pellicola «in qualcosa di simile a un episodio di NYPD - New York Police Department», quando, contrariamente, l'intento era quello di creare nell'inizio/finale «una miscela poetica di sogno e memoria, con una risoluzione narrativa». Alan Ball prese visione di tali sequenze in un montaggio che le riduceva notevolmente, ed erano talmente brevi per lui che era come se «non fossero state registrate realmente». Pur in accordo con Mendes, lo sceneggiatore si mostrò entusiasta nel momento in cui il regista le tagliò. Ball sostenne che senza di esse il prodotto avrebbe acquistato più ottimismo e si sarebbe evoluto in qualcosa che «in tutte le sue oscurità avrebbe avuto un cuore assai romantico».

## Colonna sonora
La colonna sonora di Thomas Newman (American Beauty: Original Motion Picture Score) fu registrata a Santa Monica, in California, e distribuita a partire dall'11 gennaio 2000. Gli strumenti utilizzati per comporla furono principalmente a percussione – tra cui tabla, bonghi, piatti, pianoforti, xilofoni e marimbe, ma anche chitarre, flauti e strumenti tipici della cosiddetta world music – in modo tale da creare l'atmosfera adatta e da scandire il ritmo su indicazione di Sam Mendes. Newman «antepose il battito, il ritmo e i coloriti alla melodia», creando un'opera più minimalista delle sue precedenti.
Egli costruì ogni battuta intorno ad un «piccolo, infinito, ripetersi di frasi», tanto che spesso l'unica variazione si mostrava attraverso un «assottigliamento della struttura principale per otto battute». Il compositore sfruttò anche la musica elettronica, e nelle tracce «più stravaganti» si servì di particolari metodi, come percuotere il metallo mentre un dito mischiava delle tazze o come utilizzare un mandolino non accordato. Newman era convinto che tali musiche servissero a far scorrere il film senza intaccare l'«ambiguità morale» della sceneggiatura: «Ci fu un'operazione di equilibrio molto delicata, in relazione alla quale la musica giocò un ruolo fondamentale nel preservarlo [l'equilibrio]».
Secondo Filmmaker il lavoro, che «ha legittimato le aspirazioni trascendentaliste della pellicola», è una delle migliori creazioni di Newman. Nel 2006 la stessa rivista statunitense l'ha inserita nelle 20 migliori colonne sonore essenziali che sono state in grado parlare ai «complessi e innovativi rapporti tra musica e narrazione». Prodotta dal supervisore delle musiche del film, Chris Douridas, una compilation della colonna sonora in versione ridotta uscì il 5 ottobre 1999. Oltre a due tracce presenti anche nella colonna sonora originale di Newman, contiene brani di artisti vari, ad esempio The Who, Bill Withers, Betty Carter, Peggy Lee.

## Promozione

### Campagna pubblicitaria
La DreamWorks strinse un accordo con Amazon.com per creare il sito web ufficiale, la prima volta che la compagnia statunitense realizzò una sezione speciale dedicata ad un lungometraggio. La pagina contiene una galleria di immagini, la filmografia del cast e degli operatori, e un'intervista esclusiva con Spacey e con la Bening.
La tagline del film – «...guarda da vicino» (lett. ...look closer) – proviene originariamente da un ritaglio incollato sullo scompartimento del posto di lavoro di Lester, posizionato dagli scenografi. La casa di produzione della pellicola progettò due parallele campagne pubblicitarie e due trailer, per adulti e adolescenti; ciò nonostante, in entrambi i promo distribuiti l'immagine finale era quella di una ragazza (non Mena Suvari come si pensa erroneamente, bensì la modella statunitense Chloe Hunter) che tiene una rosa, come nella locandina.
Valutando i manifesti di film usciti nel 1999, David Hochman di Entertainment Weekly reputò quello di American Beauty il migliore in assoluto, poiché riuscì a evocare la tagline: «Torni alla locandina ancora, e ancora, pensando ogni volta di scovare qualcosa». La produzione, in accordo con il regista, decise in un primo tempo di non proiettare immagini della pellicola in anteprima, ma successivamente Mendes la persuase per avere un riscontro di pubblico; a San Jose (California) avvenne la rappresentazione davanti a giovani spettatori selezionati, con Mendes che si dichiarò entusiasta.

## Distribuzione

### Data di uscita
La prima mondiale di American Beauty si tenne l'8 settembre 1999 al Grauman's Egyptian Theatre, Los Angeles. Tre giorni più tardi la pellicola venne presentata al Toronto International Film Festival, per poi essere proiettata alla presenza del cast e dei principali artefici del film in alcune università statunitensi, tra cui la UC Berkeley, la NYU, la UCLA, la Austin UT e la Northwestern University. Il 15 settembre fu lanciato in distribuzione limitata in tre sale sia a Los Angeles che a New York. Altre strutture mostrarono il film in tale fase di distribuzione, finché il mercato divenne ufficialmente globale il 1º ottobre, venendo proposto in 706 cinema del Nord America.

### Divieti
Diversi sono gli elementi del film che portarono a divieti nei paesi in cui esso venne distribuito: scene esplicite e altrettante allusioni a sesso, droga, nudità, alcolici, infedeltà coniugale, violenza; vi sono inoltre parolacce e riferimenti offensivi nei confronti degli omosessuali. Negli Stati Uniti la Motion Picture Association of America catalogò la pellicola sotto il visto R (Restricted), e solo l'intervento del produttore Steven Spielberg permise al film di circolare con la sigla HAQ (High Artistic Quality)
- Argentina – Vietato ai minori di 18 anni
- Australia – Vietato ai minori di 15 anni se non accompagnati da un adulto
- Brasile – Vietato ai minori di 18 anni
- Canada
  - Vietato ai minori di 14 anni (nella Nuova Scozia)
  - Vietato ai minori di 14 anni se non accompagnati da un adulto (nella Columbia Britannica)
  - Vietato ai minori di 18 anni se non accompagnati da un adulto (nell'Alberta)
  - Vietato ai minori di 14 anni se non accompagnati da un adulto (nell'Ontario)
  - Vietato ai bambini se non accompagnati da un adulto (nel Manitoba)
  - Vietato ai minori di 13 anni se non accompagnati da un adulto (nel Québec)
- Cile – Vietato ai minori di 18 anni
- Colombia – Vietato ai minori di 18 anni
- Corea del Sud – Vietato ai minori di 18 anni
- Danimarca – Vietato ai minori di 15 anni
- Filippine – Vietato ai minori di 18 anni
- Finlandia – Vietato ai minori di 14 anni
- Francia – Vietato ai minori di 12 anni
- Germania – Vietato ai minori di 16 anni[101]
- Giappone – Vietato ai minori di 18 anni

- Hong Kong – Vietato ai minori di 18 anni
- Irlanda – Vietato ai minori di 18 anni
- Islanda – Vietato ai minori di 16 anni[102]
- Israele – Vietato ai bambini se non accompagnati da un adulto
- Italia – Vietato ai minori di 14 anni
- Malaysia – Bandito
- Messico – Vietato ai minori di 18 anni
- Norvegia – Vietato ai minori di 15 anni
- Nuova Zelanda – Vietato ai minori di 16 anni
- Paesi Bassi – Non consigliato ai minori di 16 anni[103]
- Perù – Vietato ai minori di 18 anni se non accompagnati da un adulto
- Polonia – Vietato ai minori di 15 anni
- Portogallo – Vietato ai minori di 16 anni se non accompagnati da un adulto
- Regno Unito – Vietato ai minori di 18 anni
- Singapore – Vietato ai minori di 18 anni[104]
- Spagna – Non consigliato ai minori di 18 anni
- Stati Uniti d'America – Vietato ai minori di 16 anni
- Svezia – Vietato ai minori di 15 anni
- Svizzera – Vietato ai minori di 16 anni (nel Canton Ginevra e nel Canton Vaud)

### Edizioni home video
Il film venne reso disponibile su VHS a partire dal 9 maggio 2000, su DVD in formato Digital Theater System dal 24 ottobre seguente. Ancor prima che fosse possibile noleggiare il prodotto, la Blockbuster avrebbe voluto acquistare centinaia di migliaia di copie aggiuntive per assicurarsi un mercato proficuo. La stessa Blockbuster e la DreamWorks, tuttavia, non riuscirono ad accordarsi sulla divisione dei profitti, pertanto la catena multinazionale ordinò solo i 2/3 del materiale che si era preposta di prelevare (400 000 copie sul milione messo in commercio). Alcuni negozi esposero solamente 60 copie, altri non lo esposero neppure, costringendo i clienti a richiederlo.
La strategia prevedeva che il personale leggesse ai compratori un avviso, un «monitoraggio della domanda dei clienti» dovuto alla ridotta disponibilità; tale piano, tuttavia, trapelò prima del 9 maggio, con un conseguente incremento pari al 30% degli ordini da parte di altri venditori. Nella prima settimana di disponibilità per il noleggio si registrò un guadagno di 6 800 000 di dollari, cifra inferiore rispetto alle previsioni di DreamWorks e Blockbuster. Nella medesima annata Il sesto senso toccò i 22 milioni, mentre Fight Club raggiunse gli 8 100 000, sebbene quest'ultima pellicola avesse avuto una distribuzione nelle sale del 71% inferiore rispetto ad American Beauty. Il piano fallito della Blockbuster andò a intaccare anche il prezzo del singolo noleggio: 3,12 $ contro i 3,40 $ di tutti gli altri prodotti. Solo il 53% delle vendite a noleggio fu il risultato della prima settimana di commercio, rispetto al consueto 65%.
Il DVD comprende featurette sul dietro le quinte, commenti sul film da parte di Mendes e Ball, e presentazioni di storyboard accompagnate dalle discussioni del regista con Conrad L. Hall. Mendes parla inoltre delle scene tagliate che voleva aggiungere nell'inserto, ma che, al contrario, non sono presenti; egli cambiò idea dopo aver registrato il filmato, in quanto il mostrare tali scene avrebbe compromesso l'integrità della pellicola. Il 21 settembre 2010 la Paramount Home Entertainment pubblicò American Beauty in versione Blu-ray Disc, facente parte della collana detta Sapphire Series. Oltre a tutti gli extra del DVD, vi sono i trailer cinematografici in alta definizione.

## Accoglienza

### Incassi

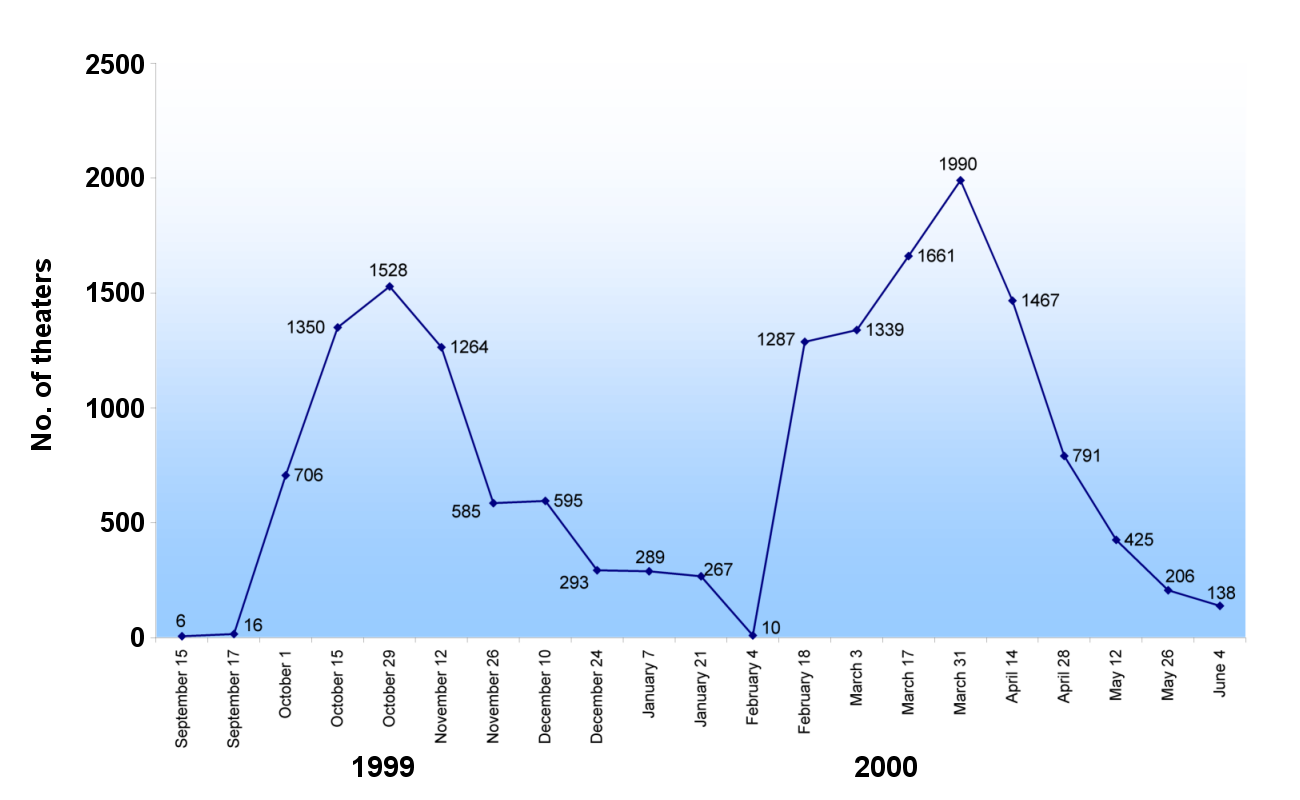
Grafico sull'andamento della distribuzione del film nel Nord America: in verticale il numero di sale in cui venne proiettato, in orizzontale alcuni giorni indicativi

Gli incassi nel primo fine settimana pari a 8 188 587 dollari gli permisero di giungere in terza posizione al botteghino. Prima di un fisiologico e progressivo calo, in tutto il mese il film raggiunse un picco di 1528 per quanto concerne il numero di sale in cui fu proiettato, con ottimi riscontri di gradimento sia tra il pubblico femminile che maschile, senza alcuna fascia d'età predominante. A metà febbraio la DreamWorks, a seguito del successo ai Golden Globe 2000, ri-estese la distribuzione da 7 a 1990 sale nel mese successivo. La diffusione del film si arrestò nel Nord America solo il 4 giugno 2000, con un incasso complessivo di 130 100 000 di dollari.
American Beauty venne presentato al pubblico europeo al London Film Festival il 18 novembre 1999, mentre dal gennaio successivo anche in vari territori al di fuori dal Nord America. Il 21 gennaio debuttò positivamente in Israele, il medesimo giorno di distribuzione limitata in Germania, Italia, Austria, Svizzera, Paesi Bassi e Finlandia. Dopo il weekend d'apertura (venerdì 28 gennaio) in Australia, Regno Unito, Spagna e Norvegia, la pellicola di Mendes aveva già ricavato 7 milioni di dollari in 12 paesi, per un totale di oltre 12 milioni fuori dal continente d'origine.
Il 4 febbraio si aprirono per il film le sale di Francia e Belgio; la distribuzione nel Regno Unito si estese in seguito sino a 303 strutture, con il raggiungimento della vetta al botteghino (1 700 000 $). Particolare attenzione nei territori non americani catalizzarono le otto nomination alla 72ª edizione degli Academy Awards, come evidenziato dall'ingente incasso di 65 400 000 di dollari nel fine settimana iniziato il 18 febbraio. Esordi «abbaglianti» si verificarono anche in Ungheria, Danimarca, Repubblica Ceca, Slovacchia e Nuova Zelanda.
A partire dal 18 febbraio, gli stati in cui American Beauty riscosse il maggiore successo furono nell'ordine Regno Unito (15 700 000 $), Italia (10 800 000 $), Germania (10 500 000 $), Australia (6 milioni $), Francia (5 300 000 $). Le vicende legate agli Oscar, intanto, continuarono a mantenere alti i guadagni; il fine settimana appena successivo vide il film sbarcare in Brasile, Messico, Corea del Sud, Argentina, Grecia e Turchia. Anche in mercati solitamente «non avvezzi a questo esorbitante genere di giro di denaro», come Hong Kong, Taiwan, Singapore, la pellicola conseguì ampi consensi dal 3 marzo. Sempre in Asia, destò stupore l'interesse dei sudcoreani, che dopo nove giorni avevano fatto registrare un introito di 1 200 000 dollari. I 226 200 000 di dollari ottenuti dal mercato internazionale, sommati agli incassi del Nord America, portarono complessivamente American Beauty ad una somma di 356 300 000 di dollari ricavati.

### Critica

#### Critica statunitense
American Beauty venne acclamato dalla stampa statunitense, specie per la prova recitativa di Kevin Spacey e per la sceneggiatura di Alan Ball. Gran parte della critica lo elesse miglior film dell'annata 1999, come testimoniato, tra gli altri, da Variety e da Piers Handling, direttore del Toronto International Film Festival che considerò la sua qualità positiva di far discutere il pubblico. Todd McCarthy di Variety trovò il cast impeccabile ed elogiò Spacey per il «trattamento delle allusioni, il sottile sarcasmo e la parlata schietta», oltre che per il modo di permeare Lester con «genuino sentimento», mentre Roger Ebert dal Chicago Sun-Times rilevò come l'attore protagonista avesse portato in scena un uomo che «fa cose sconsiderate e stupide ma che non s'inganna».
Per Janet Maslin del New York Times, Mendes diresse il film con uno «straordinario fascino visivo», aggiungendo che il suo stile minimalista equilibrò «il mordente e il brillante» e che mostrò il «delicato, erotizzato potere di rappresentare vignette» della sua cultura teatrale.
Sight & Sound, nella persona di Kevin Jackson, espresse la propria positiva sensazione di come American Beauty abbia oltrepassato la sua tradizionale configurazione per divenire una «commedia meravigliosamente cupa e piena di risorse», e anche quando è sfociato nella comicità da sitcom lo ha fatto con «sfumature inaspettate». Kenneth Turan del Los Angeles Times apprezzò particolarmente la scelta «accorta» dei collaboratori (Conrad Hall e Thomas Newman su tutti) e identificò la realizzazione di Mendes nel «catturare e potenziare il dualismo» della sceneggiatura di Ball, i cui personaggi sono contemporaneamente «caricaturali e dolorosamente reali».
Gary Hentzi, scrivendo su Film Quarterly, imputa a regista e sceneggiatore l'insufficiente caratterizzazione di Carolyn e Frank Fitts, simili a stereotipi; allo stesso modo, Jane e Ricky sono identificati troppo facilmente, con il ragazzo, artista assurdamente facoltoso in grado di «finanziare i propri progetti», che è una «figura fantastica» degli autori. A pochi mesi dall'uscita della pellicola, comparvero sulla stampa americana delle relazioni sul calo di gradimento, tendenza confermata dal generale declino negli anni successivi. Nel 2005 Première citò American Beauty tra i "20 film più sopravvalutati di ogni tempo" (in inglese most overrated movies of all time); sull'inevitabile riconsiderazione negativa da parte della critica Mendes affermò: «Penso che alcune di esse [delle critiche] siano giustificate, all'epoca il film fu lodato eccessivamente».

#### Critica internazionale
Annie Coppermann del francese Les Echos assegnò alla pellicola il giudizio massimo di 5 stelle, definendolo «politicamente scorretto» e sorprendente. Non fu dello stesso tenore la recensione del connazionale Thomas Sotinel (Le Monde), il quale apprezzò il piacere ricavato dalla visione ma ne criticò «la piattezza di intenti che si avverte ostinatamente nei momenti ispirati». In Italia, Tullio Kezich del Corriere della Sera non poté fare a meno di notare alcune somiglianze con il romanzo Babbit di Sinclair Lewis; è un film che «ci precipita in un inferno borghese intessuto di pregiudizi, menzogne, frustrazioni e pericoli». Irene Bignardi (La Repubblica), pur non condividendo alcune scelte come la scena di sesso tra Carolyn e Buddy Kane («inelegante nel contesto di allusione e ironia») e le «artificiose divagazioni» di Ricky, constatò un riuscito quadro delle ambizioni borghesi e giovanili, delle problematiche del maschio sulla via dell'invecchiamento e del vuoto nel rapporto genitori/figlio.
È «una splendida commedia drammatica, acida e crudele, messa in scena magnificamente con indimenticabili interpretazioni» per Miguel Ángel Palomo di El País, mentre sul sito iberico specializzato FilmAffinity, Pablo Kurt parlò di una «favola della classe media americana»; nel momento in cui il sogno americano si è realizzato, il film demolisce i rapporti superficiali e i fragili pilastri morali attraverso le conseguenze della trasformazione di Lester. La pubblicazione online tedesca FilmSpiegel.de reputa che il film celebri la fine del cosiddetto American Dream, concetto puramente illusorio costituito da luoghi comuni e gioie artificiali. La pace dell'individuo medio borghese è, metaforicamente, la rosa American Beauty; l'«intelaiatura teatrale» descrive una vita priva di significato, caratterizzata dall'ossimoro d'essere «infinitamente triste e tuttavia infinitamente bella».

#### Tematiche trattate e analisi

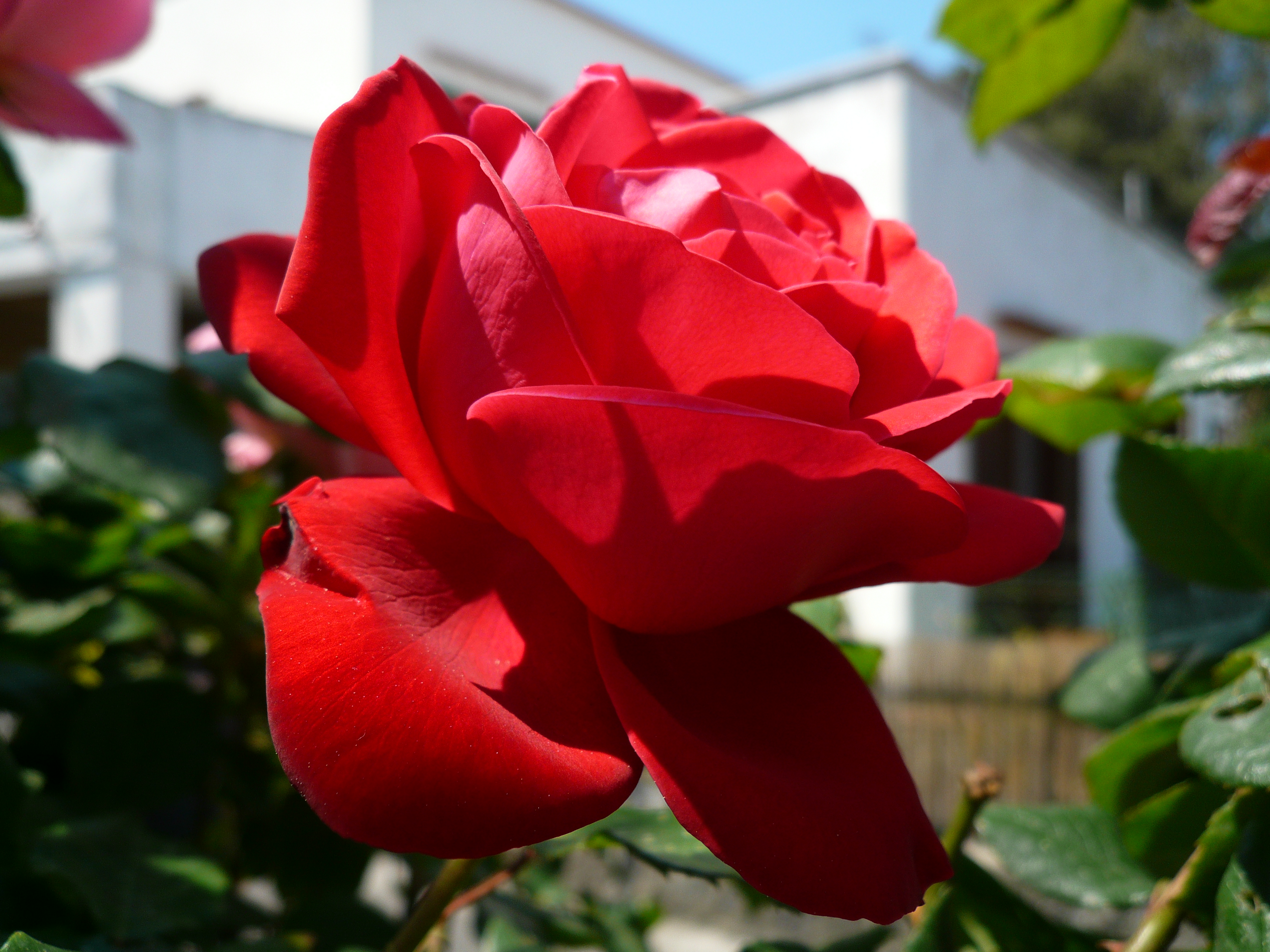
La rosa, presente anche nella locandina, è il simbolo principale del film

American Beauty è un film che presenta numerose chiavi di lettura; per questo motivo fu l'oggetto di alcune pubblicazioni specifiche che ne analizzarono le tematiche proposte. Innanzitutto, gli scrittori interessati si preoccuparono di individuare il motivo principale di una narrazione tanto poliedrica. Per alcuni tali sfaccettature sono il risultato del lavoro creativo di un gruppo nutrito di soggetti preparati. L'affermazione stessa del regista, inoltre, secondo cui l'opera rappresenterebbe, tra le altre cose, una sorta di evoluzione dell'imprigionamento, diede adito alle considerazioni dei critici.
La vita di Lester è metafora di una condizione di prigionia, più volte evidenziata nel film da luoghi (il box doccia) o espedienti visivi (il volto dell'uomo riflesso tra le colonne di numeri nel monitor del proprio computer). Tutto ciò fa parte del personaggio prima che in esso si verifichi la svolta; il fumarsi spinelli assieme al giovane Ricky, il cambiare lavoro per tornare alla spensieratezza giovanile, l'allenarsi quotidianamente per rendersi bello agli occhi dell'amata Angela, sono sintomi del profondo cambiamento operato da Lester.
Nella vita dei Burnham è insito il conformismo tipicamente borghese. Per sfuggire al cliché, la pellicola suggerisce al proprio pubblico di meditare sulla condizione mortale dell'uomo e sulla bellezza che lo circonda, come accade nell'enigmatica sequenza iniziale e nel monologo finale di Lester. Il personaggio più vicino a tali idee è Ricky, in grado di andare oltre l'apparente e di cogliere l'essenza del bello. Altro elemento portante dei film è il colore; cupi e grigi gli abiti del protagonista prima del cambiamento, brillanti successivamente, con il rosso delle rose a far da contorno.
La sessualità, poi, è elemento essenziale di ciascun personaggio: Carolyn è tanto frustrata da tradire il marito per riacquistare spensieratezza; Angela si mostra disinibita con i coetanei, ma fragile e inesperta nell'approccio finale con Lester. Proprio il protagonista, assieme al colonnello Fitts, è l'emblema della mascolinità in crisi, problematica affrontata in alcuni film contemporanei ad American Beauty. Lester vuole riacquistare quell'autorità che in casa Burnham è ormai di Carolyn e, in parte minore, di Jane.
Frank Fitts, invece, è in una condizione di forte disagio con la propria omosessualità repressa, manifestando il proprio disprezzo per la coppia dei Jim e cacciando il figlio fuori di casa, credendo che avesse avuto un rapporto omosessuale con Lester. La sua crisi di identità sfocerà nell'uccisione di Lester, che lo stesso provò a baciare, a seguito del suo rifiuto.

## Citazioni e riferimenti
La pellicola si ispira ad alcuni film, come i già citati Re per una notte, All That Jazz - Lo spettacolo continua, Rosemary's Baby - Nastro rosso a New York, ma in essa vi sono anche più o meno marcati richiami a opere precedenti. A causa della sua fama, inoltre, American Beauty è stato omaggiato da spettacoli televisivi e film, talvolta per mezzo della parodia.

### Opere citate nel film
- La voce fuori campo di Lester è un richiamo a Viale del tramonto di Billy Wilder, allo stesso modo raccontato a posteriori.[142]
- Quando Lester e Ricky escono ubriachi dal locale nel quale si sono conosciuti parlano di Re-Animator: «Hai mai visto quel film in cui il corpo porta in braccio la propria testa e poi la testa si slinguazza quella pupa?».
- Le scene delle cene dei Burnham, come confermato dal regista, si rifanno a Gente comune (1980), diretto da Robert Redford.[158]
- L'appartamento di Billy Wilder, già preso in considerazione dal regista per il personaggio di Lester, fu utile a Mendes anche nell'assemblare l'ufficio del protagonista, che difatti presenta somiglianze con quello di C.C. Baxter.[158]
- Nei titoli di coda appare la scritta «Special thanks to Dr. Bill & Alice» (in italiano Ringraziamenti speciali al Dr. Bill e a Alice). Il riferimento va nella fattispecie a Eyes Wide Shut di Stanley Kubrick, i cui protagonisti sono il dottor William Bill Harford e la moglie Alice, interpretati rispettivamente da Tom Cruise e Nicole Kidman. I due attori, all'epoca sposati, sono molto amici del regista Sam Mendes, che lavorò con la Kidman in teatro.[159]

### Citazioni in opere successive del film
- La struttura circolare di American Beauty segnata dai monologhi di Lester fu presa a modello per Chiedimi se sono felice, terzo lungometraggio diretto del trio comico italiano Aldo, Giovanni e Giacomo assieme a Massimo Venier. Il personaggio interpretato da Aldo Baglio annuncia in apertura la sua morte e nonostante ciò si dichiara felice. Alla fine del film viene ripresa l'inquadratura iniziale, ma la faccia di Aldo in primo piano stesa a terra ora sorride; egli, infatti, inscenando un rifacimento della commedia teatrale Cyrano de Bergerac e svolgendo in essa la funzione del narratore che si accascia al termine del racconto è riuscito a ricostruire il rapporto con due suoi vecchi amici.[160]
- Il gruppo punk rock dei Rise Against inserì nel brano Last Chance Blueprint (2003) due brevi estratti del film: una conversazione tra Angela e Jane e una tra Lester e Caroline.[161]
- Nel 2003 venne realizzato un remake fedele al lavoro originale di Mendes dal titolo Magyar szépség, per la regia dell'ungherese Péter Gothár.
- In apertura dell'undicesimo episodio della terza stagione della serie televisiva Veronica Mars (Un amore impossibile), la protagonista Veronica ironizza sul rapporto tra il compagno di liceo Max e una ragazza, Chelsea, parafrasando le parole dette da Ricky a Jane: «[avete cominciato a parlare] di come, guardando una busta di plastica svolazzare, capisci che nel mondo c'è tanta bellezza?».[162]
- Nella canzone Kevin Spacey del rapper Caparezza viene citato il film con le parole: «Il colonnello di American Beauty è gay, sì! Ed uccide Kevin Spacey!».
- Nella canzone Il Filmografo di Kid Yugi è presente una battuta del film pronunciata da Ricky: “È stato il giorno in cui ho capito che c'era tutta un'intera vita dietro ad ogni cosa”.

### Parodie
- Nel film parodia Scary Movie la protagonista Cindy Campbell, durante un rapporto sessuale con Bobby Prinze, viene lanciata sul soffitto da un getto di sperma che la copre quasi interamente. Nell'inquadratura, in particolare, si allude alla scena in cui Angela è nella vasca da bagno con i petali di rosa.
- I Griffin resero omaggio al film con due parodie inserite negli episodi 8 e 14 della terza stagione. Nel primo, Baciami stupido, Peter riprende con una videocamera Stewie, ma si sofferma a filmare un sacchetto di plastica; vi sono le foglie che svolazzano intorno, un muro in mattoni come scenografia, il commento di Peter sul fatto molto somigliante a quello di Ricky e la medesima musica in sottofondo. A quel punto Dio rimprovera: «È solo una cartaccia che vola nel vento... Hai una vaga idea di quanto sia complicato il tuo sistema circolatorio [riferito alla frase «il cuore pare dovermi scoppiare»]»? Ne Gli antenati, invece, ad essere schernita fu la scena in cui Angela nello spettacolo delle cheerleader cattura l'attenzione di Lester. Anche qui si ripetono tema musicale e inquadrature, ma quando la ragazza bionda si spoglia dal suo interno non provengono petali rossi, bensì cosce di pollo.
- La celebre sequenza con protagonista Mena Suvari distesa su dei petali rossi fu parodiata dal film d'animazione della DreamWorks Madagascar (2005). In una fantasticheria del leone Alex anziché le rose, a scendere dall'alto, sono delle bistecche, suo cibo preferito.
- In Gnomeo e Giulietta la rana Nanette, innamorata dello gnomo Paride, immagina di essere distesa in una vasca di petali rossi.[163][164]
- Nel film Non è un'altra stupida commedia americana compare un ragazzo, chiara parodia di Ricky, che gira sempre con una videocamera in mano, un berretto nero e un sacchetto con scritto "The most beautiful thing I've ever seen".